# Monster Energy

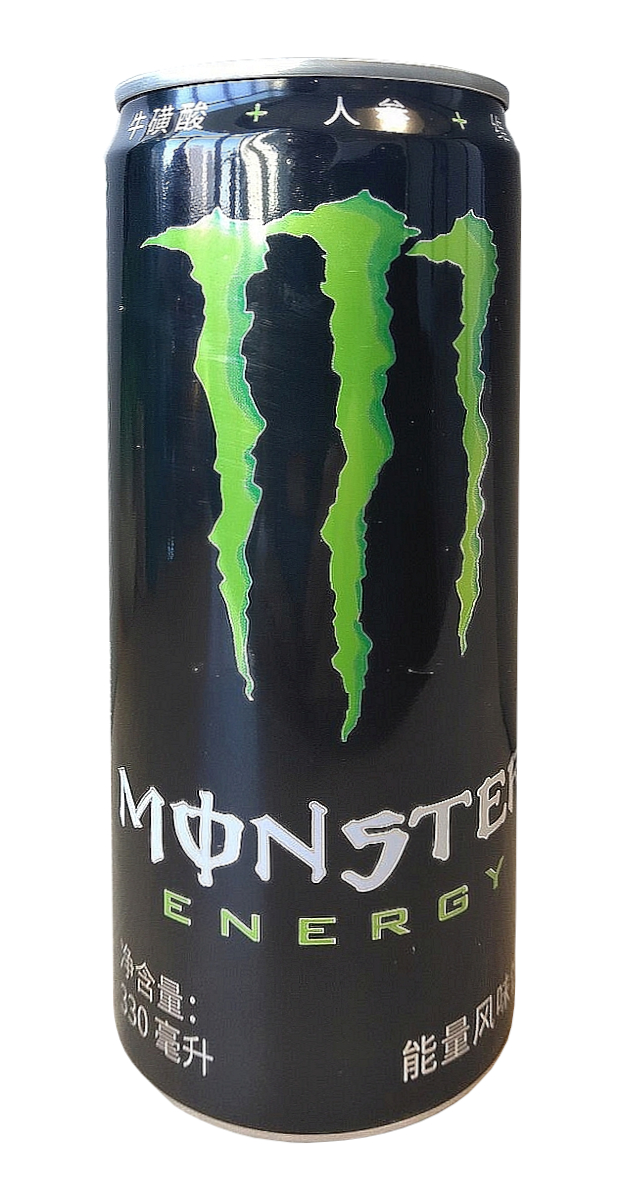
Canette de Monster Energy (33 cL)

Pour les articles homonymes, voir Monster.
Ne doit pas être confondu avec Monster Beverage.
Monster Energy, souvent abrégée en Monster est une boisson énergisante lancée par Hansen Natural en 2002. Le logo représente une griffure triple. La gamme comporte des boissons énergisantes aux divers arômes fruités et des boissons gazeuses à base de thé, de jus de fruits, et de taurine.

## Description
Hansen Natural commercialise et distribue Hansen’s Energy, Hansen’s Energy Pro et Hansen’s Energy Diet Red.
Aujourd'hui, c'est la société Monster Beverage de Corona qui fabrique les boissons énergisantes, gazeuses et aux fruits, y compris Monster Energy, Monster Rehab, Monster Java et Monster Nitrous.

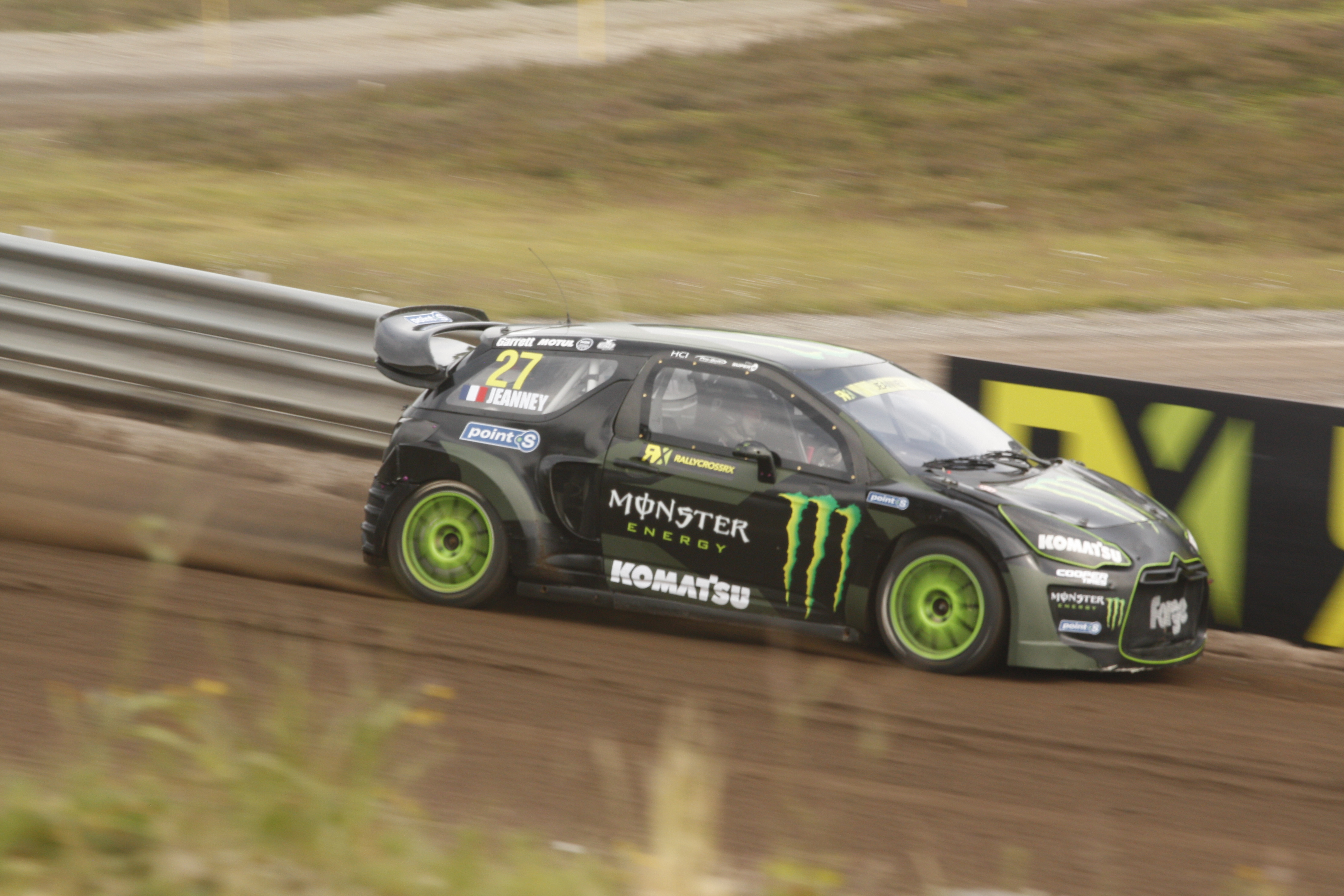
Une Citroën DS3 aux couleurs de Monster Energy.

Monster Energy sponsorise en majorité les sports mécaniques notamment en WRC et Moto GP, mais elle sponsorise aussi, par exemple, des groupes de musique, comme le groupe de Las Vegas Five Finger Death Punch ainsi que la division majeure de la Professional Bull Riders nommée « Unleash the Beast Series » (UTB).
Monster fabrique également des vêtements et accessoires à l’effigie du logo de la marque.

## Histoire
Hansen Natural Corporation annonce en 2007 un contrat de distribution avec PepsiCo Canada.
En janvier 2009, Hansen Natural Corporation annonce un contrat de distribution avec Coca-Cola Bottling Company.
En août 2014, Coca Cola acquiert 16,7 % de Monster Beverage Corporation, qui distribue notamment la boisson Monster Energy, pour 2,15 milliards de dollars.

## Ingrédients
La caféine contenue dans une boisson Monster Energy est de 32 mg/100 ml (28 mg/100 ml pour la LO-CARB).
Ingrédients : Eau Gazéifiée, Sucrose, Glucose, Acide citrique, Arômes naturels, Taurine (423 mg), Citrate de sodium, Colorant, Panax Ginseng Root Extract, L-Carnitine, Caféine, Acide sorbique, Acide benzoïque, Niacinamide, Chlorure de sodium, Glucuronolactone, Inositol, Extrait de graines de Guarana, Pyridoxine, Hydrochlorure, Sucralose, Riboflavine, Maltodextrine.

## Effet sur la santé du consommateur
En décembre 2011, Anais Fournier âgée de 14 ans décède d'une « arythmie cardiaque causée par la toxicité de la caféine » après avoir bu deux canettes de Monster Energy drink de 710 ml contenant l'équivalent d'environ 475 mg de caféine.
Fournier avait un antécédent cardiaque, le syndrome Ehlers-Danlos. En octobre 2012, ses parents poursuivent la compagnie. Monster Energy insiste sur le fait que sa boisson énergisante n'a joué aucun rôle dans la mort de Fournier.
Un Freedom of Information Request révèle qu'entre 2004 et 2012 la Food and Drug Administration a reçu le rapport de cinq morts survenues après avoir bu du Monster Energy. Les rapports ne prouvent pas de liens entre la boisson et un problème de santé.
En mai 2015, l'autorité de contrôle sanitaire indienne (FSSAI) bannit alors la vente du Monster ainsi que d'autres boissons énergisantes contenant à la fois de la caféine et du ginseng.
Une étude en double aveugle conclut que le Monster augmente le rythme cardiaque au repos du consommateur ainsi que le débit respiratoire lors d'efforts physiques de faible intensité.